# Carlos García-Hirschfeld
Carlos María García-Hirschfeld González (Málaga, España; 7 de septiembre de 1964) es un periodista y presentador español.

## Biografía
Carlos García-Hirschfeld, nació en el barrio El Palo, Málaga. A los 11 años se trasladó con su familia a Madrid, donde más tarde completaría la licenciatura en Ciencias de la Información. 
Inició su carrera profesional en Antena 3 Radio donde ingresó en 1987. En 1988 y 1989 trabajó en la COPE. En noviembre de 1989 se incorpora al equipo fundacional de Antena 3 Television. Es editor de boletines y en septiembre de 1990 pone en marcha el primer informativo local de Madrid. En 1991 y de la mano de Jesús Hermida, se incorpora al plantel de jóvenes colaboradores del magazine de Antena 3 Television El programa de Hermida (1991-1992). García-Hirschfeld continuó con el veterano periodista en su siguiente proyecto, Hermida y Cía, que se emitió hasta 1995, también en Antena 3 Television. En septiembre de ese año, es seleccionado por la cadena para inaugurar el nuevo informativo matinal de Antena 3 Noticias, donde permanece toda la temporada.
En febrero de 1997 comenzaba el programa que más popularidad le ha proporcionado y con el que el público asocia su rostro: Impacto TV, un espacio que emitía imágenes de sucesos sorprendentes, insólitos y a veces violentos en línea con el programa norteamericano Real TV.
A partir de 1998 el programa pasó a llamarse Noche de impacto, y García-Hirschfeld lo presentó hasta 2004 (en la primera temporada junto a Silvia Jato). En septiembre de 1999 se puso al frente del espacio deportivo Por la escuadra, que sin embargo no contó con el favor del público y fue retirado de la programación pocas semanas después de su estreno. Un año más tarde dirigió Web te ve, un programa sobre internet, que presentó Lucía Riaño.
En la temporada 2002-2003 condujo también el programa sobre motor En marcha, en Onda Cero.
En 2004, tras trece años de permanencia en Antena 3 Television, abandona la cadena al ser fichad o por Telemadrid para sustituir a Javier Reyero en el programa deportivo Fútbol es fútbol, que conduce junto a José María del Toro durante dos temporadas.
Al inicio de la temporada 2006-2007 colaboró con el espacio Hoy por ti, de Nieves Herrero, también en Telemadrid y en diciembre de ese año interviene como concursante en el espacio de La Sexta El club de Flo.
En 2008, el presentador vuelve a los espacios deportivos en un nuevo programa de Canal+ Golf, Golflog. Además, desde septiembre de 2008 colabora en el programa Queremos hablar, de Punto Radio, presentado por Ana García Lozano.
En septiembre de 2009, ficha por Televisión Española para presentar en TVE 2, Seguridad Vital un programa sobre la seguridad vial.
En 2011 ficha por Trece para colaborar en los magazines Te damos la mañana, con Inés Ballester y Te damos la tarde, con Nieves Herrero.
En 2013 se le vuelve a ver en televisión, como colaborador ocasional en el programa de La Primera Tenemos que hablar.
El 4 de diciembre de ese mismo año, releva en el cargo de presentador de Punto pelota a Josep Pedrerol en Intereconomía Televisión, tras una serie de disputas debidas a la deuda contraída por el canal de TDT con el presentador catalán.
En 2015 vuelve a presentar Seguridad Vital, en La Primera, junto a Marta Solano.  El programa duraría hasta febrero de 2018.
De 2018 a 2020 continúa trabajando con su productora La Nuez en varios proyectos de comunicación para empresas y dirige el programa de cocina "La Cocina de Hola", con la chef Pepa Muñoz y el ganador de "Master Chef" Jorge Brazález.
En enero de 2020 vuelve a RTVE produciendo y presentando de nuevo el programa "Seguridad Vital" para La Primera. Una vez más un espacio de servicio público, que trata de manera exhaustiva la seguridad vial y la movilidad sostenible.

## Trayectoria en radio
- Información deportiva Antena 3 Radio, Finales de los 80, principios de los 90.
- Información deportiva Cadena COPE, (1992-1995)
- En marcha Onda Cero (2002-2003)
- Queremos hablar Punto Radio, (2008-2010)

## Trayectoria en televisión
- El programa de Hermida (1991-1992) en Antena 3 Television. Reportero
- Hermida y Cía (1993-1995) en Antena 3 Television. Colaborador
- Antena 3 Noticias (1995-1998) en Antena 3 Television. Presentador
- Impacto TV (1997-1998) en Antena 3 Television. Presentador
- Por la escuadra (1999) en Antena 3 Television. Presentador
- Noche de impacto (1998-2004) en Antena 3 Television. Presentador
- Fútbol es fútbol (2004-2006) en Telemadrid. Presentador
- Hoy por ti (2006-2007) en Telemadrid. Colaborador
- Golflog (2008-2011) en Canal+ Golf. Presentador
- Te damos la tarde (2011) en 13TV. Colaborador
- Te damos la mañana (2011) en 13TV. Colaborador.
- Punto pelota (2013) en Intereconomía Televisión. Presentador
- Seguridad vital (2009; 2015-2018; 2020-presente) en TVE 2 y en La Primera. Director y presentador.

## Colaboraciones en televisión
- Telemaratón (Antena 3 Television, 1995)
- La noche solidaria: ¡Paremos la tragedia del Zaire! (Antena 3 Television, 15-11-1996)
- La casa de los líos (Antena 3 Television, 1999)
- La piraña (Antena 3 Television, 1999)
- Telemaratón fin de siglo (Antena 3 Television, 1999)
- Diez años juntos. Gala del décimo aniversario de Antena 3 Television (Antena 3 Television, 2000)
- Especial queridos presentadores (Antena 3 Television, 2001)
- Gala Un paso adelante (Antena 3 Television, 2002)
- Mi planeta (Antena 3 Television, 2003)
- Homo Zapping (Antena 3 Television, 2003)
- Mis adorables vecinos (Antena 3 Television, 2005)
- Tenemos que hablar La Primera, 2013)

## Concursante
- Furor (1998 y 2001) en Antena 3 Television
- El club de Flo (2006) en La Sexta
- Pasapalabra (2003 y 2008) en Antena 3 Television/Telecinco